# Distratto (singolo)
Distratto è un singolo della cantante italiana Francesca Michielin, pubblicato il 6 gennaio 2012 come unico estratto dall'EP omonimo.

## Descrizione
Scritto da Elisa e da Roberto Casalino, il brano è stato presentato da Michielin durante la quinta edizione di X Factor, che l'ha vista vincitrice.
Il brano è stato inoltre inserito nel film 10 regole per fare innamorare, ma non nell'omonima colonna sonora, composta da sole musiche strumentali. Il 2 ottobre 2012 il brano è apparso anche nella lista tracce del primo album in studio della cantante, Riflessi di me.

## Video musicale
Il videoclip, per la regia di Stefano Sollima e girato alla Stazione di Roma Tiburtina, è stato reso disponibile in anteprima dal 4 febbraio 2012 su Sky Uno, venendo pubblicato ufficialmente due giorni più tardi. Esso vede la presenza di attori come Luca Argentero e Pietro Angelini.
Il video musicale del brano ha conquistato il Premio Emergenti al Premio Videoclip Italiano 2012.

## Tracce
Testi di Elisa Toffoli e Roberto Casalino, musiche di Elisa Toffoli.
1. Distratto – 4:13

## Formazione
- Francesca Michielin – voce, cori
- Cristiano Norbedo – tastiera, programmazione
- Andrea Rigonat – chitarra acustica, chitarra elettrica, programmazione
- Elisa – pianoforte
- Francesco Cainero – basso
- Andrea Fontana – batteria, percussioni

## Classifiche

### Classifiche settimanali
| Classifica (2012) | Posizione Massima |
| ----------------- | ----------------- |
| Italia            | 1                 |

### Classifiche di fine anno
| Classifica (2012) | Posizione |
| ----------------- | --------- |
| Italia            | 10        |